# Bernardo Jiménez
Bernardo Jiménez o Bernardo Ximénez fue un religioso aragonés medieval, que entre 1138 y 1152 ocupó el cargo de obispo de Zaragoza.
Nombrado tras la temprana muerte de Guillermo de Zaragoza, continuó con muchas de las actividades fundacionales de la diócesis que había sido reconquistada en 1118. Así organizó los cabildos de la Seo y el Pilar, estableciendo canonjías, repartiendo entre estas los ingresos de las iglesias de la diócesis e introduciendo la regla de San Agustín. También recuperó las Santas Masas y la Iglesia de San Gil de Zaragoza del más antiguo obispado oscense.
Zanjada la sucesión de Alfonso I el Batallador con la unión dinástica entre Aragón y el condado de Barcelona, Bernardo mantuvo buenas relaciones con Ramón Berenguer IV, que en 1149 donó a la mitra zaragozana Albalate. La localidad pasaría a estar vinculada a la diócesis durante siglos, algo que el actual topónimo de Albalate del Arzobispo refleja.
En 1152 renunció al cargo de obispo, pasando a ser monje en El Pilar hasta su muerte, el catorce de las calendas de mayo de año desconocido.